# 사카와역
사카와역(일본어: 佐川駅)은 일본 고치현 다카오카군 사카와정에 위치한 시코쿠 여객철도 도산 선의 철도역이다. 역 번호는 K13이며, 상대식 승강장 2면 2선 구조를 갖춘 지상역이다.부산광역시 기장군 장안읍 동해선 좌천역과 한자가 같다.

## 타는 곳
| 1 | ■ 도산 선 | (상행) | 이노 · 고치 · 아와이케다 · 다카마쓰 · 오카야마 방면 |
| 2 | ■ 도산 선 | (하행) | 스사키 · 구보카와 · 나카무라 · 스쿠모 방면          |

## 역 주변
- 쓰카산보탄 주조
- 국도 제33호선

## 역사
- 1924년 10월 25일 : 개업.
- 1987년 4월 1일 : 일본국유철도 분할 민영화에 의해, 시코쿠 여객철도가 승계.

## 인접 역
| 시코쿠 여객철도 도산 선            | 시코쿠 여객철도 도산 선 | 시코쿠 여객철도 도산 선     |
| ---------------------------------- | ----------------------- | --------------------------- |
| K 12 니시사카와 다도쓰 · 고치 방면 | 도산 선                 | 에리노노 K 14 구보카와 방면 |